# 럭키볼
《럭키볼》은 2015년에 제작한 곽민승 감독의 대한민국의 단편 영화이다. 
제41회 서울독립영화제 개막작으로 상영되었다.

## 캐스팅
- 박문아 : 연주 역
- 신연재 : 은채 역
- 서범석 : 희준 역
- 임향주 : 양호 선생님 역
- 김상희